# Raid (remo)
Raid ou Raide é como são chamadas as provas de remo com grandes percursos. É considerada a versão de maratona para remadores.
O Raid Natal-Rio é considerado o maior feito náutico do mundo pela renomada BBC de Londres.

## Raides famosas
- Raid Rio-Santos - percurso de 280 milhas náuticas entre as cidades do Rio de Janeiro e Santos;
- Raid Natal-Rio[2]  - percurso de 1.700 milhas náuticas entre as cidades de Natal e Rio de Janeiro.
- Raid Santos-Buenos Aires[3] - percurso de 1.134 milhas náuticas entre as cidades de Santos e Buenos Aires.
- Raid Itajaí-Florianópolis[4]